# Aporobopyrus gracilis
Aporobopyrus gracilis är en kräftdjursart som beskrevs av Hugo Frederik Nierstrasz och Brender a Brandis 1929. Aporobopyrus gracilis ingår i släktet Aporobopyrus och familjen Bopyridae. Inga underarter finns listade i Catalogue of Life.